# Артемівка (Синельниківський район)
Арте́мівка — село в Україні, у Дубовиківській сільській громаді Синельниківського району Дніпропетровської області. Населення становить 197 осіб. Орган місцевого самоврядування — Дубовиківська сільська рада.

## Історія
7 (20) листопада 1917 року, відповідно до Третього Універсалу Української Центральної Ради, увійшло до складу Української Народної Республіки.
12 червня 2020 року, відповідно до розпорядження Кабінету Міністрів України № 709-р від «Про визначення адміністративних центрів та затвердження територій територіальних громад Дніпропетровської області», увійшло до складу Дубовиківської сільської територіальної громади.
19 липня 2020 року, в результаті адміністративно-територіальної реформи та ліквідації Васильківського району, село увійшло до складу новоутвореного Синельниківського району.

## Географія
Село Артемівка розташоване в центральній частині Синельниківського району.
На півдні межує з селом Краснощокове, на сході з селом Дубовики, на півночі з селом Гришаї та на заході з селом Улянівка.

## Населення

### Мова
Розподіл населення за рідною мовою за даними перепису 2001 року:
| Мова            | Кількість | Відсоток |
| --------------- | --------- | -------- |
| українська      | 190       | 96.45%   |
| російська       | 3         | 1.52%    |
| болгарська      | 3         | 1.52%    |
| інші/не вказали | 1         | 0.51%    |
| Усього          | 197       | 100%     |